# Rhythm Zone
Rhythm Zone (リズムゾーン Rizumu Zōn) (RZN) là một hãng thu âm trực thuộc Avex Group, chuyên phát hành các thể loại nhạc đương đại thành thị Nhật Bản.

## Lịch sử
Hãng được thành lập năm 1999 bởi Max Matsuura để giải quyết nhu cầu về một hãng thu âm mới chuyên về dòng nhạc thị thành đang phổ biến thời điểm đó. M-Flo là nghệ sỹ đầu tiên ký hợp đồng, kế đến là Exile.
Năm 2001, Koda Kumi được Rhythm Zone ký kết hợp đồng và ra mắt với ca khúc "Take Back".

## Nghệ sỹ trực truộc và các nhóm nhỏ

### Nghệ sỹ chính
(Tính đến năm 2011)
- 2NE1[1] (Avex/Rhythm Zone/YGEX)
- Afra and the Incredible Beatbox Band
- Aili
- Aria
- Asako Toki
- Asia Engineer
- Baby M
- Boyz II Men (Japan only)
- Bright
- Caravan
- The Chill
- Deep (formerly Color)
- Dorlis
- Dream
- DJ Emma
- Exile
  - Atsushi (Atsushi Sato)
  - ネスミス Nesmith (Ryuta Karim Nesmith)
- FAKY
- Fukumimi
- Giant Swing
- Happiness
- Miyuki Hatakeyama
- Yuko Ishida
- Iconiq (Ito Ayumi)
- J Soul Brothers
- Jamosa
- Jonte
- Joey Boy
- Ken the 390
- Kumi Koda
- Seara Kojo
- Lisa
- M-Flo
  - Ryu Yeong-gi (Verbal)
  - Taku Takahashi
- Mai
- May J.
- Micron' Stuff
- Mini Box
- mink
- Miray
- Shion Miyawaki
- Nao
- Ohashi Trio
- Shinichi Osawa
- Quadraphonic
- Ryohei
- Misako Sakazume
- Sowelu
- Satomi Takasugi
- Riki Takeuchi
- Tenjochiki
- Tomita Lab
- Twenty4-7
- Masaya Wada
- Warp-Generation
- yu-yu
- Zan

### Fluctus
- Unchain

### Riddim Zone
- Akane
- NG Head
- Natural Radio Station
- Rankin Taxi
- Rickie-G
- Ryo the Skywalker
- Tsuyoshi Kawakami and His Moodmakers (Justa/Riddim Zone)
- U-Dou and Platy

### Nghệ sỹ cũ
- Maki Nomiya (野宮 真貴?) (2005–2006)
- Shunsuke Kiyokiba (清木場　俊介?) (2001–2009)
- JYJ (2010–2013)